# عبد الله الجابري
عبد الله الجابري (مواليد 13 يوليو 1987، لاعب كرة قدم إماراتي يجيد اللعب في الوسط .
لعب سابقاً لأندية العين والقوات المسلحة والظفرة .

## روابط خارجية
- عبد الله الجابري على موقع Soccerway.com (الإنجليزية)